# Histoire des échecs en France
 (avril 2025).
L'histoire des échecs en France remonte au Moyen Âge lorsque le jeu y est introduit via l'Espagne. Elle se poursuit tout au long de l'histoire de France, le jeu y restant toujours pratiqué jusqu'au XXIe siècle.

## Moyen Âge

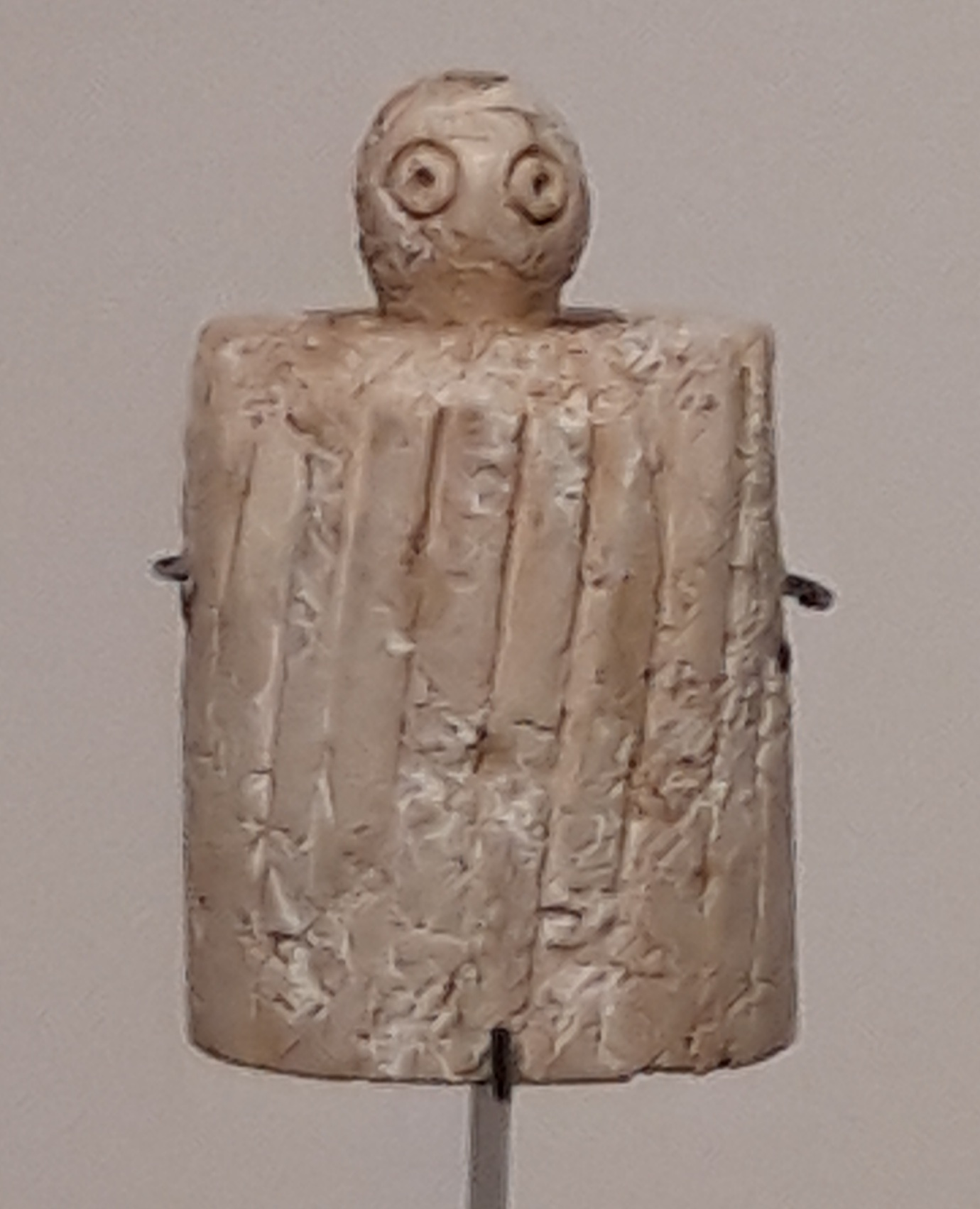
Pièce d'échecs (roi ou dame) en os, XIIIe siècle. Provenant du château de Cabaret à Lastours.

Une légende a longtemps attribué un jeu d'échecs à Charlemagne, qui l'aurait reçu de la part du calife Hâroun ar-Rachîd. On pense aujourd'hui qu'il fut fabriqué postérieurement près de Salerne, à la fin du XIe siècle.

## Renaissance
Traversant la France pour se rendre à Londres, Gioachino Greco (vers 1600-1634), dit Le Calabrais (car il était né dans cette région de l'Italie méridionale), a gagné à Paris 5 000 scudi, une fortune en ce temps là, grâce à son style de jeu combinatoire remarquable pour l'époque.

## La révolution Philidorienne
La première pierre à la théorie des échecs positionnels modernes a été apportée au XVIIIe siècle par un Français : François-André Danican Philidor, dit « Philidor le Grand ».
Philidor (1726 - 1795) est le premier grand théoricien des échecs au monde à formuler vraiment dans son « Analyse du Jeu des échecs » des principes stratégiques généraux. On lui doit notamment la célèbre maxime « Les pions sont l'âme des échecs ». Ainsi, Philidor a énoncé le principe suivant : « Il est souvent dangereux d'attaquer trop tôt ; il ne faut pas lancer une attaque tant que les pions qui doivent la supporter ne sont pas correctement soutenus. Sans cette précaution, l'attaque sera inutile. ». Il a aussi été le premier à enseigner les inconvénients des pions isolés, dispersés, arriérés et doublés. Il a encore été le premier à réaliser l'importance du bon et du mauvais Fou. Philidor a également mené des recherches de valeur sur les fins de partie ;  on appelle « position de Philidor » une notion fondamentale de la maîtrise des finales de Tour et pion contre Tour.
Philidor a fait ses armes à Paris au célèbre Café de la Régence, où il a en deux ans surclassé le meilleur joueur, à l'époque considéré comme le joueur d'échecs le plus fort de France, le sire Kermur de Legal, celui à qui on doit le fameux Mat de Legal. De son vivant, Philidor fut, lui, considéré comme le meilleur joueur du monde.

## Compétiteurs français de haut niveau
D'autres habitués français célèbres du Café de la Régence sont Alexandre Deschapelles (1780-1847), Louis-Charles Mahé de La Bourdonnais (1796-1840), qui a fondé en 1836 la première revue d'échecs de tous les temps, « Le Palamède » et Pierre Saint-Amant (1800-1872). David Janowski (1868-1927), d'origine polonaise, a aussi fréquenté ce café ; il a joué deux matchs de Championnat du monde contre le tenant du titre, Emanuel Lasker (en 1909 et 1910) ; il inaugure une série de grands joueurs d'origine étrangère naturalisés français, comme Ossip Bernstein (1882-1962) et Eugène Znosko-Borovsky (1884-1954), tous deux d'origine russe. Par ailleurs, deux joueurs célèbres ont possédé la double nationalité française et américaine : l'artiste Marcel Duchamp (1887-1968), Français naturalisé Américain en 1955, et Nicolas Rossolimo (1910-1975), qui a, quant à lui, représenté la France aux olympiades d'échecs de 1950 et de 1972 et les États-Unis aux olympiades de 1958, 1960 et 1966.
Mais surtout, les joueurs d'origine étrangère naturalisés français les plus réputés sont Xavier Tartakover (1887-1956), auteur du célèbre « Bréviaire des échecs », et le Champion du monde Alexandre Alekhine (1892-1946). Tartakover est l'auteur de maximes savoureuses comme « On n'a jamais gagné une partie en abandonnant » , « Celui qui prend des risques peut perdre ; celui qui n'en prend pas perd toujours » , et « La tactique consiste à savoir quoi faire quand il y a quelque chose à faire ; la stratégie consiste à savoir quoi faire quand il n'y a rien à faire ! ».
Quant à Alekhine, il considérait les échecs comme une forme d'art ; il a pratiqué un jeu imaginatif et très dynamique, résolument tourné vers l'offensive.
Boris Spassky (né en 1937) est un autre Champion du monde naturalisé français d'origine russe (Alekhine a été naturalisé en 1927 juste avant de remporter le Championnat du monde, alors que Spassky était soviétique lorsqu'il s'est emparé de la couronne suprême en 1969, et n'a vu sa demande de naturalisation acceptée qu'en 1978). Spassky a joué pour la France au premier échiquier au Championnat du monde par équipes 1985. La France y a terminé quatrième. Il est à noter que c'est la seule fois où elle a participé à cette compétition, qui ne réunit à chaque fois qu'une dizaine d'équipes nationales.

## Compétitions internationales
En 1992, le trophée Immopar de parties rapides s'est déroulé à Paris. En 1990, la ville de Lyon a hébergé la seconde moitié du dernier Championnat du Monde entre Garry Kasparov et Anatoli Karpov en 1990, et la ville de Nice a accueilli l'Olympiade de 1974.
Pour les autres Olympiades, la France a fini 7ème en 1984 et en 2006 de l'édition mixte alors que l'équipe féminine a terminé à ce même rang en 2012 et à la 5ème place en 2004.
Au Championnat d'Europe, les résultats saillants de l'équipe mixte sont 2ème en 2001, 3ème en 2005, 2ème en 2013, 4ème en 2015 et à nouveau 2ème en 2021. Le palmarès de l'équipe féminine comprend la 1ère place en 2001 et la 5ème en 2011. En 1989, Olivier Renet a obtenu la médaille d'or au 1er échiquier, et en 2001, Joël Lautier a réalisé la meilleure performance du tournoi.
Au niveau des clubs, alors que le  CE Monte-Carlo compte 8 victoires au tournoi féminin en Coupe d'Europe des clubs d'échecs (en 2007, 2008, 2010, 2012, 2013, 2016, 2018, 2020)l, et que Lyon Oyonnax a remporté deux fois le tournoi mixte (1993 et 1994) , le Parisien NAO Chess Club (lequel a succédé au célèbre Cercle Caïssa, lui aussi basé à Paris, qui était le plus vieux club d'échecs de la capitale) a aussi été victorieux deux fois dans cette compétition (en 2003 et 2004).
En effet, la richissime mécène Nahed Ojjeh avait décidé de « faire de la France une grande nation des échecs, égale aux pays de l'Est », recrutant les meilleurs Français du moment : Joël Lautier et Étienne Bacrot (qui est maintenant le recordman du nombre de titres de Champion de France individuel avec 8 victoires) ainsi que Vladimir Kramnik. Lautier a assisté ce dernier en tant que secondant pour le Championnat du monde Braingames contre Kasparov en l'an 2000.
En juin 2006, Nahed Ojjeh se désiste du financement du NAO Chess Club, provoquant l'exode des meilleurs joueurs du club qui faisaient partie de l'élite mondiale. Le NAO Chess Club prend alors le nom de Paris Chess Club et réussit un temps à conserver Maxime Vachier-Lagrave (dit MVL), qui porte maintenant haut les couleurs de la France avec Alireza Firouzja.
Il est à noter que la France possède un Champion du monde d'échecs par correspondance en la personne de Christophe Léotard.
En tant que compositeur de problèmes d'échecs, Michel Caillaud (né en 1957), 2ème en 2015 des compositeurs mondiaux pour son nombre de points obtenus dans les Albums FIDE, a succédé à Aaron Alexandre (décédé en 1850), auteur d'un des plus importants recueil de problèmes d'échecs anciens, Édouard Pape (1870-1949), Henri Rinck (1870-1952), considéré comme le fondateur, avec Alekseï Troïtski, de l'étude d'échecs moderne, et enfin André Chéron (1895-1980).
Excellent solutionniste de problèmes, Michel Caillaud a été 19 fois champion de France et 2 fois champion du monde de cette discipline (en 1987 et en 2008). Il a été à une époque considéré comme le meilleur spécialiste au monde de l'analyse rétrograde.
Spécialiste mondial des études, Henri Rinck en a composé environ 2000, avec lesquelles il a obtenu près de 200 prix.
Quant à André Chéron, il a été un excellent théoricien des finales, comme le démontre son ouvrage en 4 volumes, "Nouveau Traité complet d'échecs. La fin de partie" (1923), qui fut longtemps considéré comme l'ouvrage capital sur les finales ; dans les milieux échiquéens, on parlait simplement du "Chéron". En 1934, Chéron écrivit un autre livre traitant de questions théoriques sur les problèmes d'échecs ("Les Échecs artistiques"). En 1959, il a fait partie des cinq premiers problémistes qui ont reçu le titre de maître international pour la composition échiquéenne honoris causa, avant les premiers titres décernés à partir des points des Albums FIDE. Il a tenu plusieurs rubriques « échecs » dans la presse helvétique. Finalement, André Chéron a été l'un des plus grands pédagogues français des échecs.

## La Fédération Française des Échecs et l'enseignement du jeu
En matière d'enseignement, la Fédération française des échecs a entamé, avec ses moyens limités, une démarche de coopération avec l'Éducation Nationale. Le but est de favoriser le développement du jeu d'échecs en temps scolaire, périscolaire et extrascolaire. En 2012, une circulaire a ainsi introduit le jeu d'échecs à l'école. Une convention de partenariat a été signée en 2016 avec l'Union nationale du sport scolaire (UNSS) et en 2018 avec l'Union sportive de l'enseignement du premier degré (USEP). La Fédération a également signé en 2020 un accord de partenariat avec les éditeurs de la plateforme internet Matpat, qui héberge des compétitions scolaires en ligne pour plus de mille écoles, collèges et lycées. Par ailleurs, elle organise des master classes depuis 2018.
Elle a également commencé à mettre en œuvre un plan de féminisation et un plan de plus grande inclusion des personnes en situation de handicap.
Elle se met ainsi à l'écoute du monde contemporain cette fédération créée il y a maintenant plus de 100 ans (en 1921). Le président actuel de la FFE est depuis 2021 le Grand maître international Éloi Relange ; il a succédé à ce poste à Bachar Kouatly, vice président de la Fédération internationale des échecs (FIDE) depuis octobre 2018 et qui fut, en 1989, le premier joueur français à obtenir le titre de GMI depuis les années 1960.
La Fédération française des échecs est reconnue fédération sportive depuis l'an 2000. Elle regroupait 900 clubs et 51 000 licenciés au 31 août 2020. En septembre 2015, la Ligue d'Île-de-France comptait plus de 11 000 licenciés  regroupés dans 165 clubs. Venait ensuite la ligue de Corse avec près de 7 500 licenciés pour 300 000 habitants sur l'île. Ce fort pourcentage de licenciés est dû au fait que des cours y sont dispensés dans le temps scolaire dans plus d’une centaine d’écoles, en collaboration avec les instituteurs, à raison d’une heure par semaine.

## Popularité actuelle du jeu d'échecs
Avec notamment le site Lichess, qui est français contrairement à ce que suggère son nom à consonance anglaise, on assiste depuis quelque temps à un boom des échecs sur le Net. Le jeu d'échecs a aussi le vent en poupe depuis la série « Le Jeu de la Dame » sur Netflix, qui retrace la quête pour devenir la meilleure joueuse d'échecs du monde d'une jeune prodige orpheline. On assiste à ce sujet à une féminisation du jeu, avec notamment Marie Sebag, qui a été la première joueuse française à obtenir le titre de grand maître international mixte. Celle-ci incarne le fait que ce titre n'était pas fréquemment associé aux femmes en 2012, année où elle a participé sur TF1 à l'émission de téléréalité « Secret Story » avec pour secret « Je suis grand maître international d'échecs ». Mais le titre mixte est maintenant popularisé par Maxime Vachier-Lagrave et Alireza Firouzja, avec lesquels la France compte 2 joueurs dans l'élite mondiale et se classe 7e nation au monde selon la moyenne de ses 10 meilleurs joueurs. En 2021, MVL a fini 2ème du Tournoi des candidats dont le vainqueur allait affronter pour le titre mondial le Champion du monde Magnus Carlsen. En novembre de cette même année, au Championnat d'Europe d'échecs des nations, le Français (d'origine iranienne) Alireza Firouzja a remporté la médaille d'or individuelle et est devenu à 18 ans le n°2 au classement mondial de décembre 2021 ainsi que le plus jeune joueur de l'histoire à franchir la barre des 2800 points à ce classement.
L'histoire des échecs en France est donc riche et variée, avec des contributions importantes à la théorie et à la pratique du jeu, ainsi qu'une reconnaissance officielle en tant que sport.